# PS radio
PS radio was een programma van de KRO en werd uitgezonden op 3FM. De naam stamt af van de voorletters van de Dj's: Paul Rabbering en Sofie van den Enk. Het programma begon in september 2010. Elke uitzending is er een thema op het gebied van liefde en seks waar de hele uitzending mensen voor worden gebeld die informatie willen of geven. Op 7 juni 2015 werd de laatste uitzending uitgezonden.
21 Jaar TROS Pop · 3FM BPM: MinistryOfBeats · 3FM Weekend Request · 3voor12Radio · AdreneLine · Altijd de eerste · ...And all that jazz · Andres · Angelique · Angeliques Afternoon · Annemieke Hier · Annemieke Plays · Anoûl · Arbeidsvitaminen · De Avondspits · De avonturen van Mark · Barend · Barend & Benner · Barend en Wijnand · De Bende van Van der Lende · De Boem Boem Disco Show · The Breakfast Club · Claudia d'r op · Club Carter · Curry en Van Inkel · De Dansbar · Dansen met Delsing · Dit is Domien · Domien, Jouw Ochtendshow · ... & dit is Claudia · Ekstra Weekend · Eva · Eva en Giel · Evers staat op · Frank & Eva: Welkom bij de club! · Franks feestje · GIEL · Harm dB · Hein · Herman · Het Betere Werk · Hier! · Jamie · Jan-Paul · Jasper · Joost · Jorien · Kaat tot Laat · Kevin · Lang leve het weekend! · LEX · Lieke · Markplaats · Mark + Rámon · Mega Top 30 · Michiel · Obi · De ochtenddienst · Olivier · De Orde van de Nacht · Parels van de nacht · Partij voor de Vrijdag · (P)laatwerk · RabRadio · Radio op 'n broodje · Rob · Rob & Wijnand en de Ochtendshow · Sanderdome · Sanders Vriendenteam · Saskia en Olivier · Slapen is voor Losers! · Slapen kan altijd nog · De Steen en Been Show · Studio Saskia · Superrradio · Tannaz · Thijs · Timur op 3FM · Vera on Track · Vier Sas! · Vrij · Weekend Wijnand · Wijnand · @Work · Xnoizz
Adres Onbekend (NPO Radio 5) · 
Bureau Kijk in de Vegte (NPO Radio 2) · 
De ochtend* (NPO Radio 1) · 
De Ochtend van 4 (NPO Radio 4) · 
De Staat van Stasse (NPO Radio 2) · 

De Taalstaat (NPO Radio 1) · 
De Wild in de Middag (NPO Radio 2) ·
Eerst Jaap (NPO Radio 6) · 
Gijs 2.0 (NPO Radio 2) · 
Helemaal Haandrikman* (NPO Radio 2) · 
Paul!* (NPO Radio 2) · 
PS radio (NPO 3FM) · 
RabRadio (NPO 3FM) · 

Reporter Radio* (NPO Radio 1) · 
Theater van het sentiment (NPO Radio 5) · 
The Real Mackay (NPO Radio 6)
* Programma van KRO-NCRV